# Kathedrale von João Pessoa

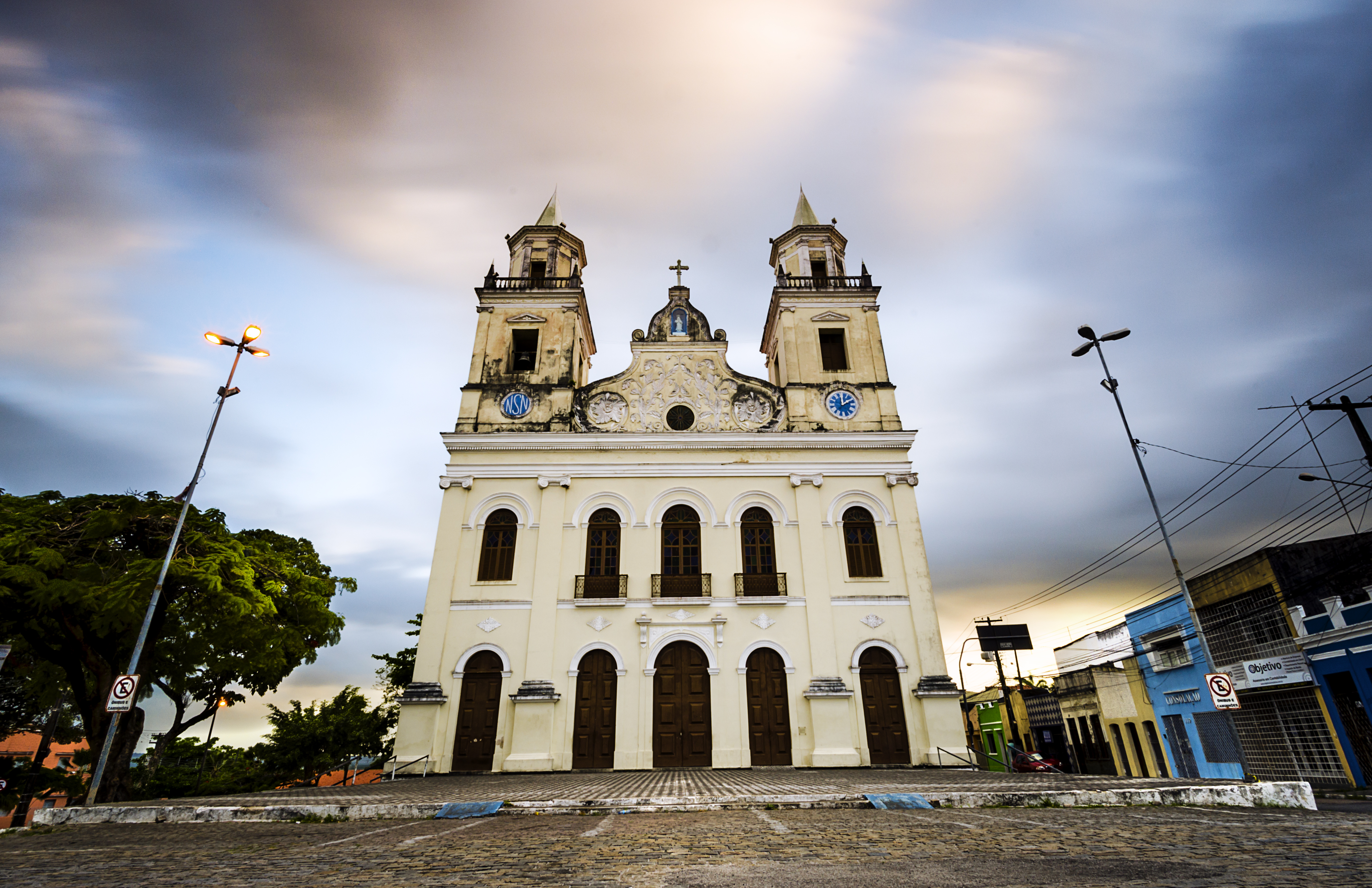
Kathedrale von João Pessoa

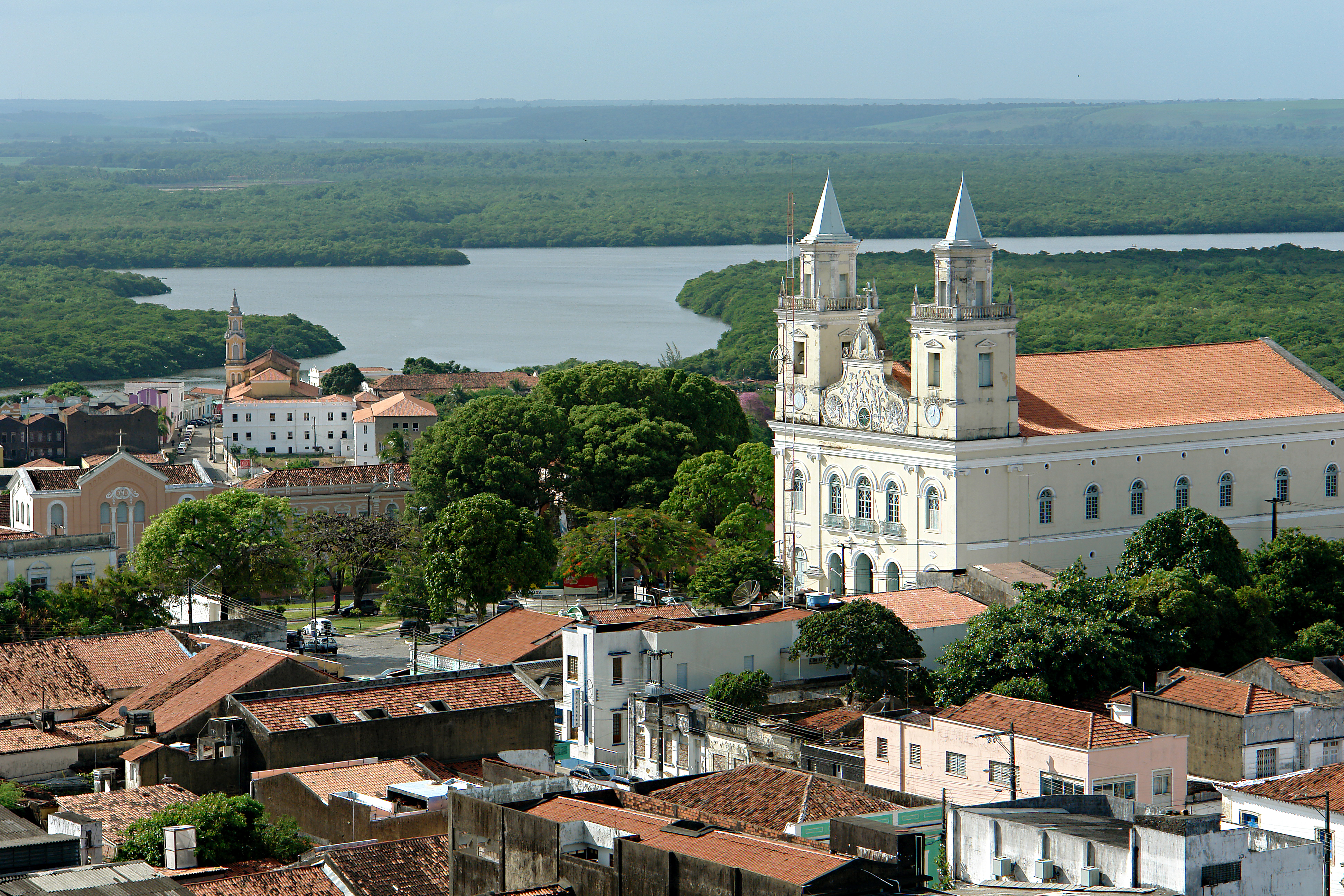
Die Kathedrale im historischen Zentrum

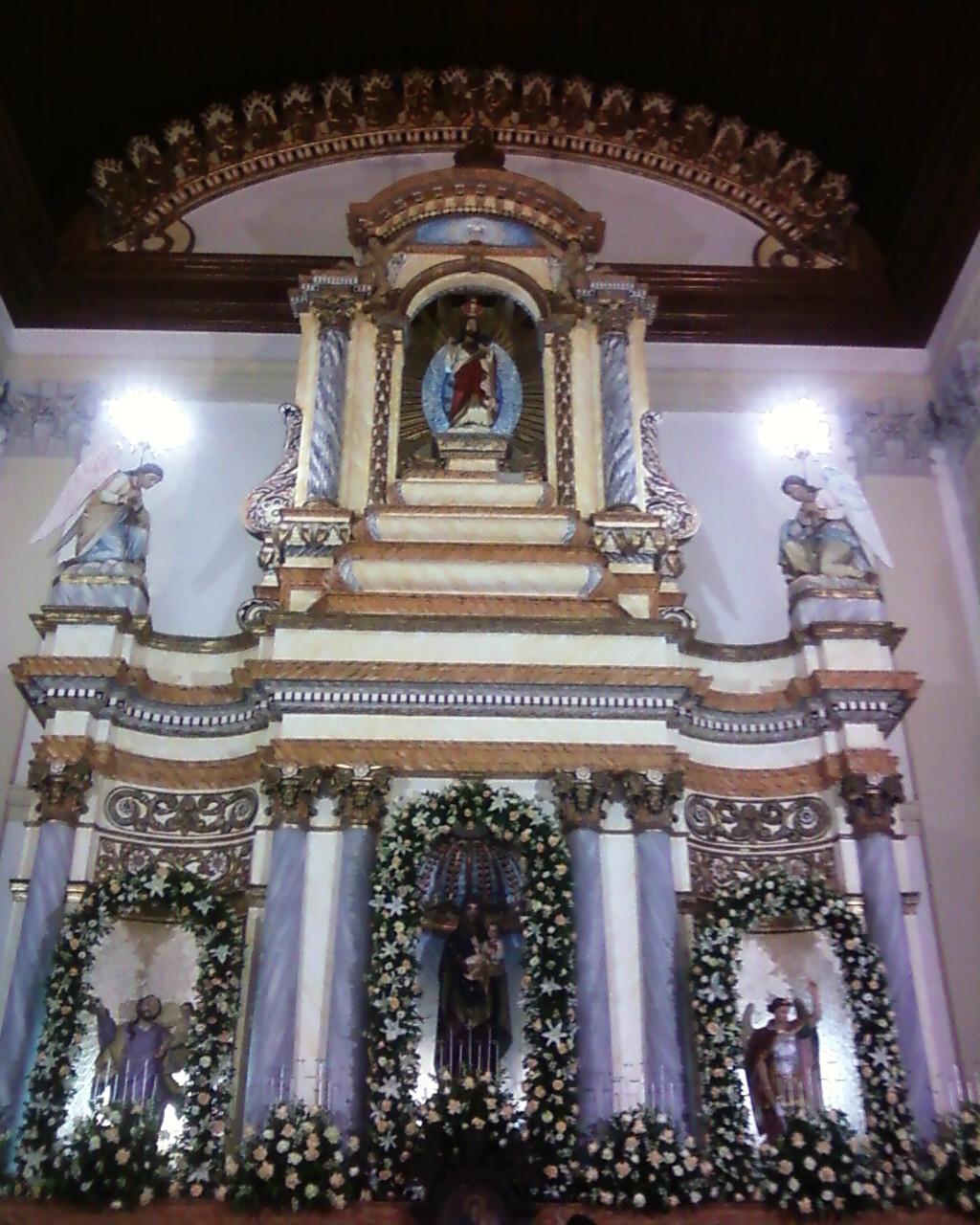
Hochaltar

Die Kathedrale von João Pessoa (Catedral Basílica de Nossa Senhora das Neves) ist eine Kirche im historischen Zentrum von João Pessoa, der Hauptstadt des brasilianischen Bundesstaates Paraíba. Die Kathedrale des Erzbistums Paraíba trägt das Patrozinium Unserer Lieben Frau vom Schnee, die auch Patronin des Bundesstaates ist, und den Titel einer Basilica minor. Sie wurde ab Ende des 19. Jahrhunderts im Stil des Eklektizismus als vierte an der Stelle errichtet, an der 1586 ein erstes Gotteshaus erbaut worden war.

## Geschichte
Die Mutterkirche des Bistums, die Nossa Senhora das Neves gewidmet ist, wurde 1586 von den ersten Siedlern von Paraíba auf einem Hügel errichtet. Es war ein einfaches Gebäude aus Lehm, das Anfang des 17. Jahrhunderts umgebaut wurde. Ein holländischer Chronist, Elias Herckmans, bezeichnet sie 1639 in seiner Descrição Geral da Capitania da Paraíba als noch unvollendet. Die Bauarbeiten und Renovierungen wurden im 17. und 18. Jahrhundert fortgesetzt, immer begleitet von wirtschaftlichen Schwierigkeiten.
Im Jahre 1881 wurde der Bau der heutigen Kathedrale im Stil des Eklektizismus begonnen, Impulsgeber war Pater Francisco de Paula Melo Cavalcante. Mit Gründung des Bistums Paraíba August 1894 wurde sie zum Bischofssitz. 1914 wurde die Diözese zum Erzbistum und zum Metropolitansitz erhoben. Als der Name der Hauptstadt 1930 in João Pessoa geändert wurde, blieb der Name der Erzdiözese Paraíba bestehen.
Während des Episkopats von Marcelo Pinto Carvalheira wurde die Kathedrale einer umfassenden Renovierung unterzogen und erhielt im November 1997 durch Papst Johannes Paul II. den Titel einer Basilica minor.